# Cisza nad rozlewiskiem
Cisza nad rozlewiskiem – polski serial telewizyjny, będący piątą serią przygód Małgorzaty, Barbary i Marysi. Premiera serialu odbyła się 7 grudnia 2014. Serial jest kontynuacją Domu nad rozlewiskiem, Miłości nad rozlewiskiem, Życia nad rozlewiskiem oraz Nad rozlewiskiem oraz poprzednikiem Pensjonatu nad rozlewiskiem.

## Produkcja
Okres zdjęciowy rozpoczął się w sierpniu 2013. Plenery: Ostróda. Dalszy ciąg opowieści o życiu i miłości trzech pokoleń kobiet: Barbary, jej córki Gosi oraz wnuczki Marysi.

## Obsada
- Joanna Brodzik jako Małgorzata Jantar[1]
- Małgorzata Braunek jako Barbara Jabłonowska
- Olga Frycz jako Marysia Jantar
- Anna Czartoryska-Niemczycka jako Paula
- Piotr Grabowski jako Konrad Jantar
- Jerzy Schejbal jako Tomasz Zawoja
- Mateusz Janicki jako Krzysztof Jaworski
- Antoni Królikowski jako Kuba Milewicz
- Joanna Drozda jako Elwira Parchuć
- Wojciech Droszczyński jako Henryk Piernacki
- Marek Kałużyński jako ksiądz Karol
- Irena Telesz-Burczyk jako Róża, matka proboszcza
- Maciej Wierzbicki jako Maciej Skwara, organista
- Sylwia Juszczak-Krawczyk jako Mirka
- Aleksy Komorowski jako Piotr
- Joanna Fertacz jako Anna Wrońska
- Mariusz Czajka jako Józef Wroński
- Laura Breszka jako Magda
- Agnieszka Mandat jako Kaśka Król (odc. 1-2)

i inni

## Lista odcinków
| Nr odcinka | Data premiery (TVP1) |
| ---------- | -------------------- |
| 1          | 7 grudnia 2014       |
| 2          | 14 grudnia 2014      |
| 3          | 21 grudnia 2014      |
| 4          | 28 grudnia 2014      |
| 5          | 4 stycznia 2015      |
| 6          | 11 stycznia 2015     |
| 7          | 18 stycznia 2015     |
| 8          | 25 stycznia 2015     |
| 9          | 1 lutego 2015        |
| 10         | 8 lutego 2015        |
| 11         | 15 lutego 2015       |
| 12         | 22 lutego 2015       |
| 13         | 1 marca 2015         |